# مايرافيتشي
بلدية مايرافيتشي (بالإسبانية: Miraveche)‏، هي إحدى بلديات مقاطعة برغش، التي تقع في منطقة قشتالة وليون، والتي تقع في شمال غرب إسبانيا.
يبلغ عدد سكانها 110 نسمة وفقاً لإحصائية سنة (2002).